# Рыбозмеи
Рыбозме́и (лат. Ichthyophiidae) — семейство безногих земноводных, обитающих в Азии.

## Описание
Длина тела у разных видов достигает 50 см. В коже имеются многочисленные мелкие, незаметные снаружи округлые костные чешуйки. Рыбозмеи имеют просвечивающие сквозь кожу глаза. Щупальца конические, окружены кольцеобразным углублением и сидят около губы между ноздрями и глазами. В отличие от большинства безногих амфибий, у рыбозмеев сохраняется очень короткий хвост. Уникальной особенностью семейства является наличие двух групп челюстных мышц-аддукторов, что отличает рыбозмеев от близкого южноамериканского семейства Rhinatrematidae (хвостатые червяги).

## Образ жизни

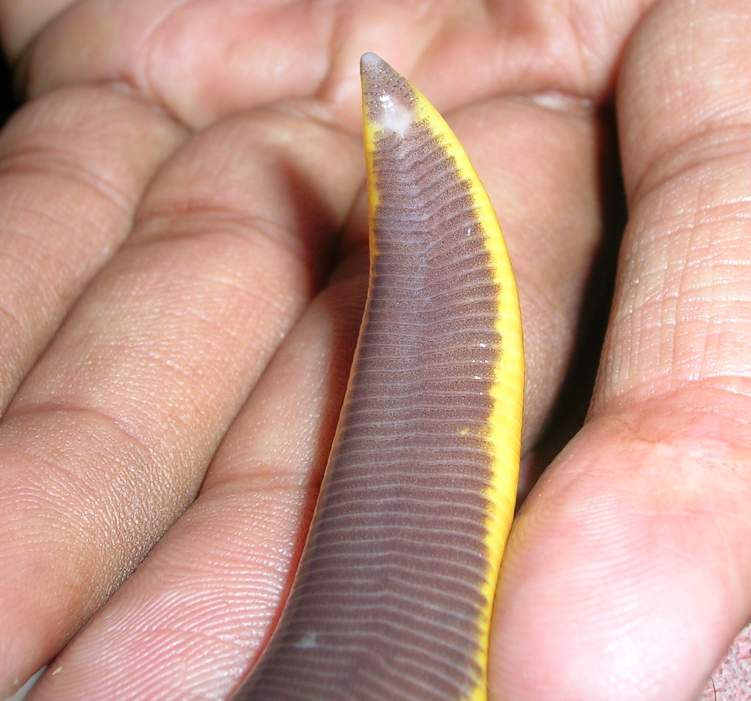
Задняя часть тела рыбозмея. Заметен короткий хвост

Взрослые особи рыбозмеев обитают по берегам рек, в земле на глубине до полуметра, при попадании в воду быстро погибают.
Питаются слепозмейками, щитохвостыми змеями и дождевыми червями.

## Размножение
Самки рыбозмеев откладывают яйца в специально сделанные норы у самой воды. Чтобы предохранить яйца от повреждений и высыхания, самка сворачивается вокруг кладки и обильно смазывает яйца выделениями кожи.
У личинок ещё внутри яиц развиваются три пары перистых наружных жабр и органы боковой линии. Эти органы, а также маленькие почки задних конечностей исчезают к моменту вылупления личинок. После вылупления, личинки рыбозмеев долгое время растут и развиваются в воде.

## Распространение
Распространены в Азии от Индии до южного Китая, Таиланда и Малайзии, на Малайском архипелаге.

## Классификация
На октябрь 2018 года в семейство включают 2 рода:
- Ichthyophis Fitzinger, 1826 — Рыбозмеи
- Uraeotyphlus Peters, 1880 — Малабарские червяги